# Happy Traum
Happy Traum (New York, 9 maggio 1938 – New York, 17 luglio 2024) è stato un chitarrista e suonatore di banjo statunitense, la cui carriera ebbe inizio negli anni Cinquanta.
Collaborò, tra gli altri, con Chris Smither, Jerry Jeff Walker, Tom Pacheco, Priscilla Herdman, Pete Seeger, Ronnie Gilbert, Eric Andersen, Rory Block, Maria Muldaur, Peter Tosh, Rick Danko e Levon Helm, Bob Dylan.

## Biografia
Happy Peter Traum iniziò a suonare la chitarra e il banjo da adolescente. Frequentò la High School of Music and Art, dove si specializzò nella folk music, genere all'epoca molto popolare. Fu anche allievo di Brownie McGhee, leggendaria icona del folk e del blues, per il quale Traum pubblicherà un canzoniere con istruzioni per l'avviamento alla chitarra blues. Il gruppo di Traum, The New World Singers, fu il primo ad eseguire e ad incidere alcune delle più antiche canzoni di Bob Dylan.
Happy Traum si esibì come solista, in duo con il fratello Artie e con un gran numero di gruppi, tra cui The New World Singers e, verso la metà degli anni Sessanta, i Children of Paradise. I suoi tour lo condussero attraverso gli Stati Uniti, il Canada, l'Europa, l'Australia e il Giappone.
Il suo primo album fu intitolato Broadside, Vol.1. A quest'album parteciparono Pete Seeger, Bob Dylan (con lo pseudonimo di Blind Boy Grunt), Peter LaFarge, Phil Ochs e i Freedom Singers. Happy, vicino di Dylan, partecipò alle incisioni del disco Bob Dylan's Greatest Hits, Vol. 2 (1971), in particolare nelle canzoni Down in the Flood, You Ain't Going Nowhere e I Shall Be Released.
Traum si occupò spesso di didattica della chitarra, scrivendo libretti di guida allo strumento; tra questi: Fingerpicking Styles for Guitar (pubblicato nel 1966); curò, inoltre, un libro dedicato a Brownie McGhee e intitolato Guitar Styles of Brownie McGhee, pubblicato a New York nel 1971 dalla Oak Publications.
Nella sua carriera suonò anche in Italia, collaborando con Marco Bonino nel suo primo album da solista Help me to hear (1981).

## Discografia

### Solista
- 1975 Relax Your Mind (Kicking Mule Recordings - LP)
- 1977 American Stranger (Kicking Mule Recordings - LP)
- 1979 Bright Morning Stars, ristampato in CD nel 2001 dalla Larks' Nest Records (Stati Uniti) e dalla Slice of Life (Giappone)
- 1983 Friends and Neighbors (Vest Pocket - musicassetta e LP)
- 1987 Buckets of Songs (Shanachie - CD)
- 2005 I Walk the Road Again (Roaring Stream Records - CD)
- 2015 Just For the Love of It
- 2022 There's a Bright Side Somewhere